# Đại học Lviv
Đại học Quốc gia Lviv mang tên Ivan Franko (tiếng Ukraina: Львівський національний університет імені Івана Франка, đã Latinh hoá: Lvivskyi natsionalnyi universytet imeni Ivana Franka) là một trường đại học công lập ở Lviv, Ukraina.

## Lịch sử
Đại học Lviv được thành lập vào ngày 20 tháng 1 năm 1661 khi vua Jan II Kazimierz Waza của Ba Lan ban văn bằng cấp cho trường của thành phố tên gọi là Jesuit Collegium, thành lập năm 1608 "Vinh dự của Viện hàn lâm và danh hiệu đại học".

## Các khoa
- Khoa Toán học Ứng dụng và Tin học
- Khoa Quan hệ Quốc tế

- Khoa Sinh học
- Khoa Báo chí
- Khoa Hoá học
- Khoa Luật
- Khoa Kinh tế
- Khoa Cơ khí và Toán học
- Khoa Điện tử
- Khoa Ngữ văn
- Khoa Ngoại ngữ
- Khoa Triết học
- Khoa Địa lý
- Khoa Vật lý
- Khoa Địa chất
- Khoa Dự bị Đại học
- Khoa Lịch sử
- Bộ môn Sư phạm

### Các cơ sở nghiên cứu và cơ sở vật chất
- Ban Nghiên cứu khoa học
- Bảo tàng động vật
- Thư viện
- Tạp chí Nghiên cứu Vật lý
- Viện Khảo cổ
- Ukrainian journal of computational linguistics
- Viện Sinh thái học ôn hoà
- Ukraina Hiện đại
- Viện Nghiên cứu lịch sử
- Cơ quan Nữ vương Phát triển bền vững
- Vườn thực vật
- NATO Winter Academy in Lviv
- Trung tâm Nghiên cứu Giáo dục Khoa học Kỹ thuật nhiệt độ thấp

## Cựu sinh viên nổi tiếng
- Kazimierz Ajdukiewicz (1890–1963), nhà triết học, nhà toán học, nhà logic học, một người tiên phong trong ngữ pháp phạm trù
- Stefan Banach (1892–1945), nhà toán học nổi tiếng, một trong những động lực của Trường toán học Lwów, cha đẻ của giải tích hàm
- Piotr Ignacy Bieńkowski (1865–1925), học giả cổ điển và nhà khảo cổ, giáo sư của Đại học Jagiellonia
- Ivan Franko (1856–1916), nhà thơ và nhà ngôn ngữ, nhà cải tổ tiếng Ukraina
- Ludwik Fleck (1896-1961), bác sĩ và nhà sinh vật học đã phát triển khái niệm thought collectives trong thập niên 1930.
- Georgiy R. Gongadze (1969–2000), nhà báo Georgia và Ukrainia bị bắt cóc và giết chết năm 2000.
- Mark Kac, nhà toán học, người tiên phong trong lý thuyết xác suất hiện đại.
- Yevhen Konovalets (1891-1938) lãnh đạo của Tổ chức những người dân tộc chủ nghĩa Ukraina giữa 1929 và 1938.
- Stanisław Kot (1885–1975), nhà khoa học và nhà chính trị, thành viên của Chính phủ Ba Lan lưu vong
- Tadeusz Kotarbiński (1881-1941), nhà triết học, nhà toán học, nhà logic học
- Pinhas Lavon (1904–1976), nhà chính trị Israel
- Antoni Łomnicki (1881–1941), nhà toán học
- Jan Łukasiewicz (1878–1956), nhà toán học
- Stanisław Maczek (1892–1994), chỉ huy của Sư đoàn Thiết giáp Ba Lan đầu tiên, vị chỉ huy cuối cùng của Quân đoàn Ba Lan đầu tiên dưới sự chỉ huy của Đồng Minh
- Kazimierz Michałowski (1901–1981), nhà khảo cổ và nhà Ai Cập học
- Jan Parandowski (1895–1978), tác gia, nhà văn tiểu luận, nhà biên dịch, chuyên gia classical antiquity
- Maciej Rataj (1884–1940), nhà chính trị Ba Lan, tổng thống
- Jaroslav Rudnyckyj (1910–1995), nhà ngôn ngữ học, từ vựng, dân gian học
- Bruno Schulz (1892–1942), nhà tiểu thuyết và họa sĩ
- Markiyan Shashkevych (1811–1843), nhà thơ
- Josyf Cardinal Slipyj (1892–1984), đứng đầu Nhà thờ Cơ đốc Hy Lạp của Ukraina
- Hugo Steinhaus (1887–1982), nhà toán học, nhà giáo dục, nhà nghiên cứu khoa học nhân văn
- Rudolf Weigl (1883–1957), nhà sinh vật học và nhà phát minh ra vaccine hiệu quả đầu tiên chống dịch sốt phát ban.

## Giáo sư nổi tiếng
- Henryk Arctowski (1871–1958), nhà hải dương học, nhà thám hiểm Bắc Cực
- Szymon Askenazy (1866-1935), nhà sử học, ngoại giao và chính khách, người lập Trường Lịch sử Lwów-Warsaw
- Herman Auerbach (1901-1942), nhà toán học.
- Stefan Banach
- Oswald Balzer (1858–1933), nhà lịch sử nhà nước và pháp luật
- st. Józef Bilczewski (1860–1923), tổng Giám mục của thành thành phố Lwów
- Leon Chwistek (1884–1944), họa sĩ tiên phong, nhà lý luận nghệ thuật hiện đại, nhà phê bình văn học, nhà logic học, triết gia và nhà toán học.
- Antoni Cieszyński (1882–1941), thầy thuốc, nha sĩ, nhà phẫu thuật
- Jan Czekanowski (1882–1965), nhà nhân loại học, nhà thống kê và nhà ngôn ngữ
- Władysław Dobrzaniecki (1897–1941), thầy thuốc và nhà phẫu thuật
- Yakiv Holovatsky (1814–1888), nhà thơ
- Mykhailo Hrushevsky (1866—1934), nhà sử học, nhà tổ chức uyên bác, lãnh đạo của phong trào tiền cách mạng dân tộc Ukraina, chủ tịch quốc hội Ukraina, tổng thống Ukraina đầu tiên
- Stefan Inglot (1902—1944), nhà sử học
- Zygmunt Janiszewski (1888–1920), nhà toán học,
- Ignacy Krasicki (1735—1801), tác gia và nhà thơ, thượng nghị sĩ, Giám mục Warmia và Tổng Giám mục Ba Lan
- Jerzy Kuryłowicz (1895—1978), nhà ngôn ngữ học
- Jan Łukasiewicz
- Ignác Martinovics (1755-1795) – nhà vật lý, nhà cách mạng Francisca, Hungaria
- Stanisław Mazur (1905—1981), nhà toán học
- Stanisław Ruziewicz (1881—1941), nhà toán học
- Wacław Sierpiński (1882—1969), nhà toán học, nổi tiếng với đóng góp cho: lý thuyết tập hợp, lý thuyết số, lý thuyết hàm và topology
- Marian Smoluchowski (1872—1917), nhà khoa học, tiên phong trong vật lý thống kê và là một người leo núi, người sáng tạo ra nền tảng của lý thuyết quá trình ngẫu nhiên thống kê
- Hugo Steinhaus
- Kazimierz Twardowski (1866—1938), nhà triết học và logic học, hiệu trưởng của Trường logic Lwów-Warsaw
- Tadeusz Boy-Żeleński (1874—1941), thầy thuốc phụ khoa, tác gia, nhà thơ, nhà phê bình nghệ thuật, nhà biên dịch các tác phẩm văn học cổ điển Pháp, nhà báo.
- Rudolf Weigl

## Những người khác
- Włodzimierz Dzieduszycki (1825–1899), landowner, naturalist, hoạt động chính trị, collector and patron of arts
- Stanisław Lem (1921–2006), satirical, triết gia, and nhà văn tiểu thuyết khoa học viễn tưởng.
- Ignacy Jan Paderewski (1860–1941) người chơi dương cầm virtuoso, nhà soạn nhạc, chính khách, thủ tướng thứ ba của Ba Lan.